# MICR
Распознавание символов на магнитных чернилах (Magnetic Ink Character Recognition) — представляет собой технологию распознавания символов, используемую в основном в банковской отрасли, чтобы облегчить обработку чеков. Технология позволяет компьютерам считывать информацию (например, номер счета) с печатных документов. В отличие от штрих-кодов или аналогичных технологий, коды MICR могут быть легко прочитаны людьми.
Символы MICR печатаются специальными шрифтами с применением магнитных чернил или тонера, обычно содержащих окиси железа. Машина определяет кодированный текст по первому магнитному символу. Считывание кода MICR похоже на чтение магнитной ленты в магнитофоне. Каждый символ кода возбуждает в считывающей головке уникальный электромагнитный сигнал, который может быть легко опознан считывающей системой.
Использование магнитных символов позволяет надежно считывать информацию, даже если она была перечёркнута другими надписями или штампами.
Обычно коэффициент ошибок при считывании магнитных знаков меньше, чем при оптическом распознавании символов. Код MICR невозможно прочесть менее чем с 1% хорошо напечатанных документов, а неправильно распознаётся в настоящее время порядка 1 символа на 100 000.
MICR описывается в стандарте ISO 1004:1995.

## История
Технология MICR была впервые продемонстрирована Ассоциации американских банкиров в июле 1956 года. К 1963 году она была почти повсеместно внедрена в США.

## Шрифты
Основные шрифты для MICR, использующиеся во всём мире, - это E-13В и CMC-7. В 1960 году шрифты MICR
стали символом современности и футуризма, что привело к созданию на их основе компьютерных шрифтов, которые имитировали MICR, но, в отличие от оригинала, содержали полный набор символов.
Почти на всех чеках Индии, США, Канады и Соединенного Королевства используется шрифт E-13 (число «13» в названии шрифта обозначает 0,013-дюймовую сетку, использующуюся в кодировании символов).

14 символов шрифта E-13B. Управляющие символы-скобки каждого цифрой блока (слева направо): транзита, сумма, on-us и тире

Кроме десятичных цифр, шрифт также содержит следующие символы: ⑆ (транзит: используется для отделения номера филиала банка от номера транзитного маршрута), ⑇ (количество: используется для обозначения суммы сделки), ⑈ (on-us: используется для обозначения номера счета клиента), а также ⑉ (тире: используется для разграничения частей чисел, например, номера маршрута или номера счета).

Пример шрифта CMC-7. Показано 15 символов. Управляющие символы после цифр (слева направо) внутренний, терминатор, сумма, маршрут, и неиспользуемый символ.

В некоторых странах, в том числе Франции и в Израиле, используется шрифт CMC-7, разработанный компанией Bull.

## Примечание
1. ↑  Information processing -- Magnetic ink character recognition -- Print specifications. International Organization for Standardization (1995). Дата обращения: 28 сентября 2009. Архивировано 9 мая 2012 года.
2. ↑  Mandell, Lewis. Diffusion of EFTS among National Banks: Note (англ.) // Journal of Money, Credit and Banking[англ.] : journal. — 1977. — May (vol. 9, no. 2). — ISSN 0022-2879.
3. ↑  «The History of the Check and Standardization Efforts» Архивировано 23 июля 2011 года.